# Église Notre-Dame-de-l'Assomption d'Ézanville
L'église Notre-Dame-de-l'Assomption est une église catholique paroissiale située à Ézanville, en France. Son chœur gothique flamboyant des années 1540, terminé dans le goût de la Renaissance, constitue sa seule partie remarquable. Il se compose de trois travées droites et d'une abside à cinq pans, et est généreusement éclairé. Malgré ses petites dimensions, une largeur de 6 m, une hauteur de 9 m, et une longueur de 15,30 m dans l'œuvre, son architecture est d'un grand raffinement. Elle se caractérise notamment par des piliers ondulés engagés dans les murs, portant des frises sculptées de motifs végétaux en guise de chapiteaux, et par des voûtes aux clés pendantes. Les deux dernières voûtes sont agrémentées de liernes et tiercerons. Dans l'abside, les nervures décrivent un dessin original évoquant les pétales d'une fleur. Au nord, le chœur était primitivement à deux niveaux d'élévation ; ce n'est plus le cas que dans la première travée. Le vaisseau est flanqué d'un clocher sans caractère du XIVe siècle ; d'une sacristie issue de la transformation d'une chapelle latérale ; et d'une petite chapelle basse. La nef est moderne et a été inaugurée en 1967 seulement. L'ancienne nef avait été démolie en 1832, quand la commune ne pouvait faire face aux frais de restauration. Le chœur seul a été classé monument historique par arrêté du 2 avril 1915. L'église Notre-Dame-de-l'Assomption fait aujourd'hui partie du groupement paroissial d'Écouen, Ezanville, Bouqueval, Le Plessis-Gassot. Des messes dominicales anticipées y sont célébrées chaque samedi à 18 h.

## Localisation
L'église est située sur la commune d'Ézanville, à l'écart des commerces et principales voies de circulation, rue de l'Église. L'édifice est orienté irrégulièrement vers le sud-est du côté du chevet. En provenance de la Grande-Rue, à l'est, la rue de l'Église arrive près du chevet, puis dévie vers le nord, et flanque le versant nord du chœur, puis s'éloigne successivement de l'église en direction du nord. La façade, tournée vers le nord-ouest, est précédée d'un étroit parvis. Un petit parking s'insère entre la rue et la nef, et un autre petit parking se situe devant le chevet. Toute l'élévation méridionale (sud-ouest) de l'église est enclavée dans une résidence privée.

## Historique

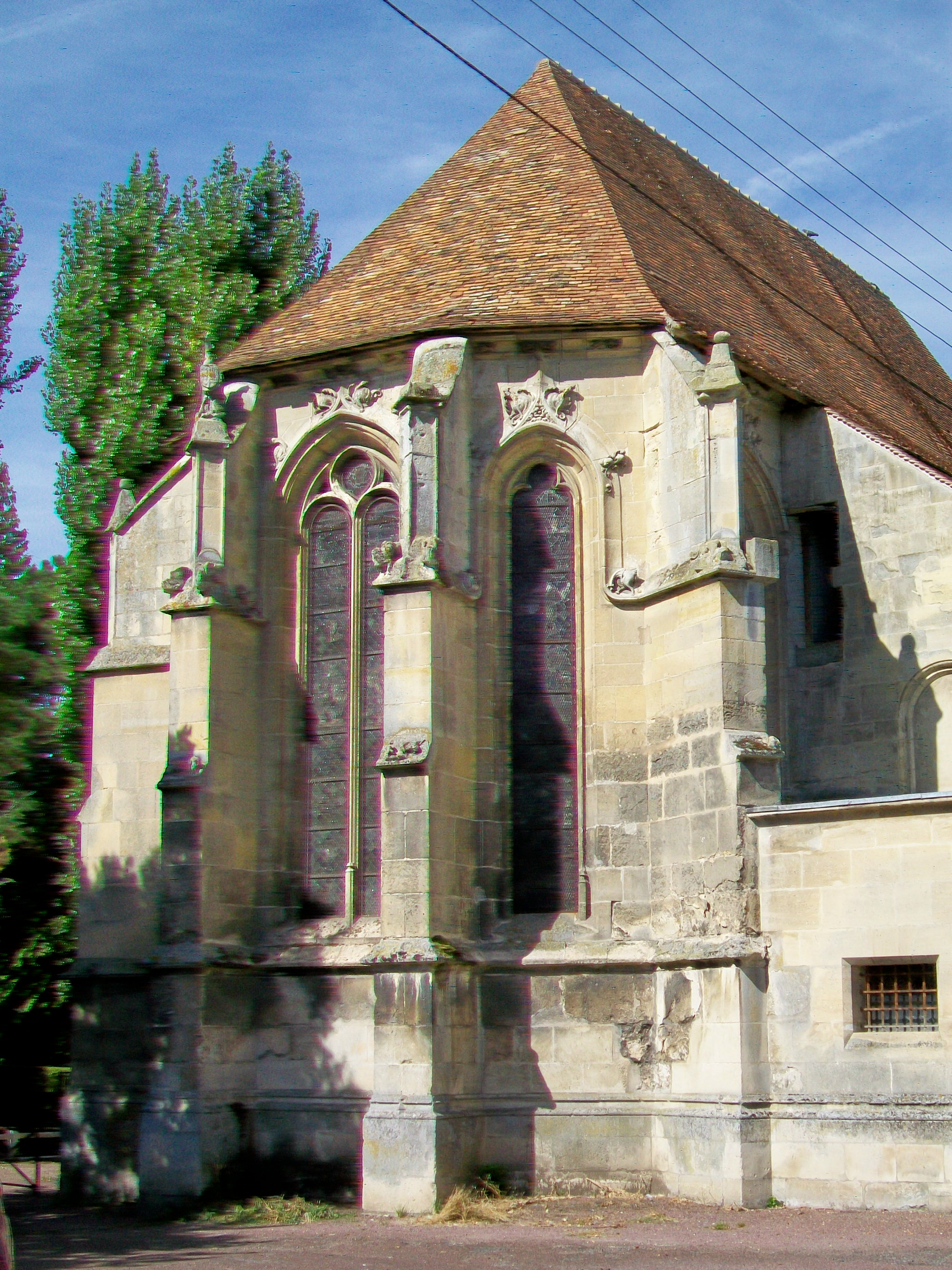
Abside, côté nord-est.

Sous l'Ancien Régime, Ézanville n'est qu'un quartier ou un hameau d'Écouen, et ne forme à aucun moment une paroisse à part. Sous l'épiscopat de Geoffroy de Boulogne, de 1061 à 1095, une dame alliée à la maison de Montmorency se fait religieuse à l'abbaye Notre-Dame de Saint-Paul-lès-Beauvais. Elle fait don à l'abbaye de sa terre d'Aisenville. Quelque temps après, la communauté lui ordonne de retourner vivre sur ses terres. C'est ce qu'elle fait, et elle vient assister tous les jours à la messe à l'église d'Écouen. Quand elle devient infirme avec l'âge, elle ne se sent plus la force d'effectuer le chemin et elle demande à l'évêque et à l'archidiacre Drogon la permission d'ériger un oratoire à Ézanville. Cette faveur lui est accordée, sous réserve de l'approbation du curé. Celui-ci donne son aval, mais interdit la célébration des mariages et relevés de couches dans la nouvelle chapelle, et oblige les habitants de se rendre à l'église paroissiale Saint-Acceul les principaux jours de fête et la fête patronale de Saint-Acceul. Selon la charte par laquelle Thibaud, évêque de Paris, confirme toutes les possessions du prieuré Saint-Martin-des-Champs dans le diocèse, la chapelle appartient à ce prieuré, en raison de sa qualité de collateur de la cure. Celle-ci relève du doyenné de Montmorency, de l'archidiaconé de Paris et du diocèse de Paris. La sainte patronne de la chapelle est la Vierge Marie ; les textes anciens ne font pas mention du vocable particulier de l'Assomption. Au XVIIIe siècle, Ézanville n'est plus considérée comme simple chapelle, mais comme succursale. Le chœur conserve toutefois le caractère d'une chapelle particulière et est réservé à un chapelain, qui y dit les messes de fondation. La nef accueille les célébrations paroissiales, qui sont dirigées par un vicaire nommé par le curé. Il est habilité à administrer les sacrements (baptême, eucharistie, confession, extrême-onction uniquement).

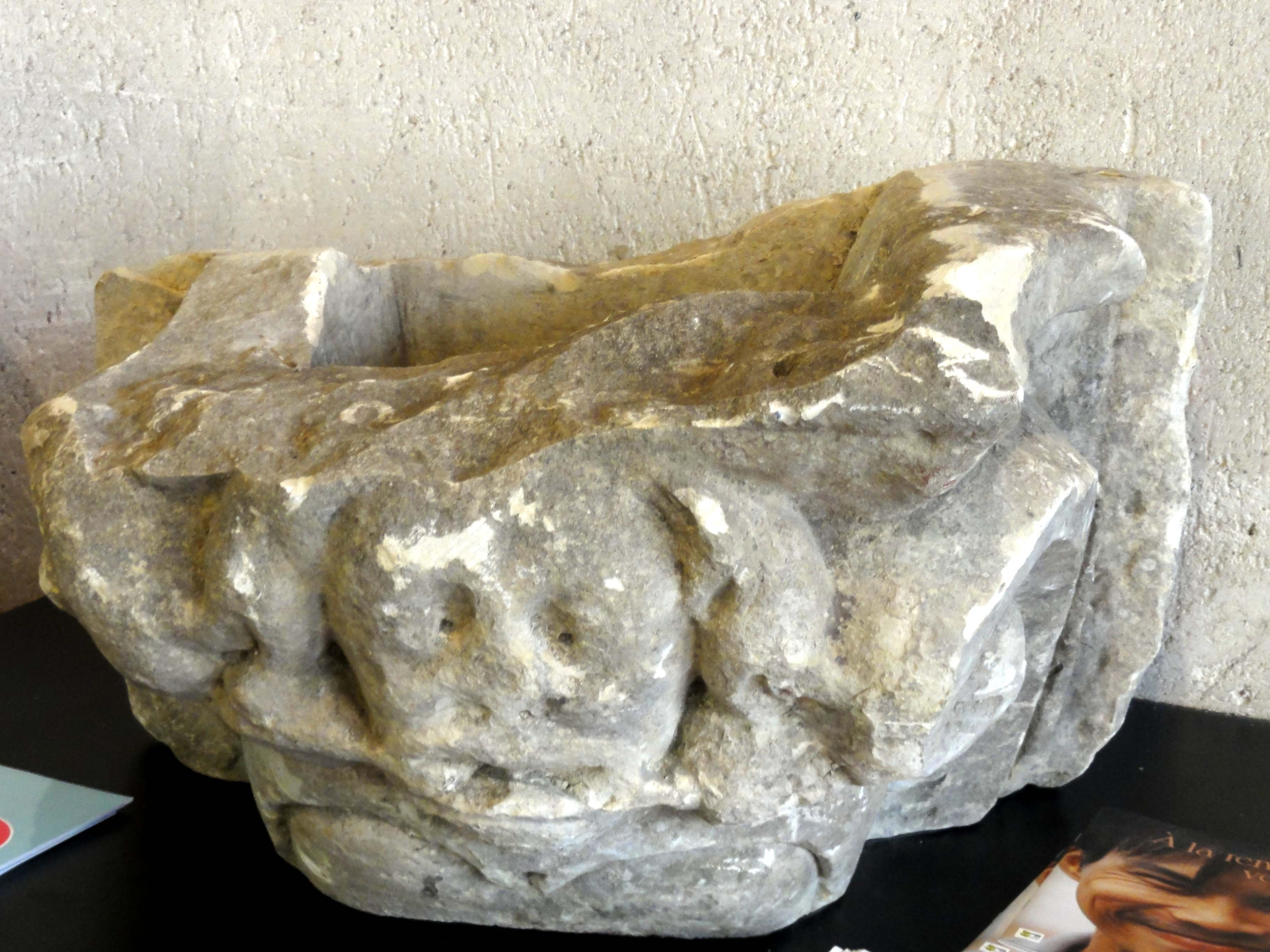
Chapiteau provenant de la nef.

La partie la plus ancienne de l'église actuelle semble être le clocher, qui est implanté obliquement par rapport à l'axe de l'édifice. Ce clocher est sans style réel, mais Mathieu Lours croit pouvoir situer sa construction au XIVe siècle. Le chœur, commencé dans le style gothique flamboyant, comme le montrent les piliers ondulés engagés dans les murs et les chapiteaux, mais muni de clés de voûte Renaissance, peut être daté assez facilement des années 1540, qui sont la décennie quand l'architecture Renaissance commence à s'imposer en pays de France. La chapelle au nord du chœur a été refaite au XVIIe siècle ; elle sert aujourd'hui de sacristie. La vieille nef n'existe plus. En 1832, l'église se trouve en mauvais état, et la commune n'ayant pas les moyens de payer sa restauration, elle abandonne la nef à un entrepreneur en bâtiment, qui s'engage à restaurer le chœur avec, comme seule rémunération, les recettes de la vente des matériaux récupérés lors de la démolition de la nef. Selon l'abbé Lebeuf, le portail et quelques piliers au nord étaient du XIIIe ou XIVe siècle, mais l'arc triomphal partiellement conservé indique aussi une reconstruction à la Renaissance, pendant la seconde moitié du XVIIe siècle. L'ancienne nef avait l'allure d'une simple église villageoise et était dépourvue de bas-côté, mais était néanmoins voûtée d'ogives. Un cimetière est aménagé à son emplacement, puis l'on y construit une annexe du château.
Ézanville est érigée en paroisse indépendante en 1912. Le chœur seul est classée monument historique par arrêté du 2 avril 1915. Afin de parer à sa capacité d'accueil trop faible, une tribune est installée dans la première travée. Cependant, face à la progression démographique très importante que la commune connaît au XXe siècle, l'église s'avère bientôt insuffisante. En 1963, le diocèse de Versailles, qui regroupe l'ensemble des paroisses de Seine-et-Oise depuis la Révolution française, demande les plans d'une nouvelle nef à l'architecte en chef des monuments historiques, Sylvain Stym-Popper. Cette nef est édifiée entre 1964 et 1967, mais la première des cinq travées et le porche flanqué d'un baptistère ne sont jamais réalisés. Entretemps, en 1966, Ézanville change pour une seconde fois de diocèse lors de l'érection du diocèse de Pontoise, qui s'inscrit dans le cadre de la réorganisation territoriale en Île-de-France, et la création du département du Val-d'Oise. Lors d'une restauration, la deuxième et la troisième grandes arcades du chœur, jusque-là fermées par des clôtures en bois, sont murées afin de consolider les voûtes. La chapelle du XVIe siècle au nord de l'abside est ramenée à la moitié de sa hauteur initiale, tout en conservant sa clé de voûte Renaissance. Cette opération permet de dégager la fenêtre septentrionale de l'abside, ainsi que son riche décor sculpté à l'extérieur. Depuis l'automne 2013, des étais encombrent les deux dernières travées, les plus intéressantes en raison de leurs voûtes à liernes et tiercerons et des fragments de vitraux des années 1550 / 1560 regroupés dans les trois verrières du chevet, désormais cachés. Aujourd'hui, l'église Notre-Dame est affiliée au groupement paroissial d'Écouen, Ezanville, Bouqueval, Le Plessis-Gassot. Des messes dominicales anticipées y sont célébrées chaque samedi à 18 h. La maison paroissiale se situe 7, rue de l'Église, à Ézanville.

## Description

### Aperçu général

Plan de l'église.

Orientée irrégulièrement vers le sud-est du côté du chevet, l'église Notre-Dame-de-l'Assomption se compose d'un vestibule, qui abrite également les fonts baptismaux ; d'une large nef de quatre travées, dont la charpente apparente repose sur cinq ogives en béton armé ; d'un chœur composé de trois travées droites et d'une abside à cinq pans ; d'un clocher au nord de la première travée du chœur ; d'une sacristie, issue de la transformation de la chapelle du XVIIe siècle, au nord des deux travées suivantes du chœur ; et d'une petite chapelle basse au nord de l'abside. Le chœur mesure 6 m de largeur et 15,30 m de profondeur dans l'œuvre, donc 3,60 m pour chacune des trois travées droites et 4,60 m pour l'abside. La base du clocher est un carré de 3,50 m de côté. La petite chapelle mesure 2,80 m de largeur et 4,30 m de profondeur. Le chœur, la sacristie et la petite chapelle sont voûtés d'ogives. La base du clocher est voûtée d'arêtes. Dans la troisième travée du chœur, il s'agit d'une voûte à liernes et tiercerons conventionnelle. Dans l'abside, deux liernes légèrement courbées qui se croisent s'insèrent dans les intervalles entre les ogives. La petite chapelle au nord de l'abside possède deux voûtes successives dans le sens nord-sud. L'on entre habituellement par le portail occidental. Il y a également un portail latéral au nord de la dernière travée de la nef. La petite porte au sud de la première travée du chœur est bouchée. La description de l'intérieur et de l'extérieur de l'église omettra la nef de 1964.

### Intérieur

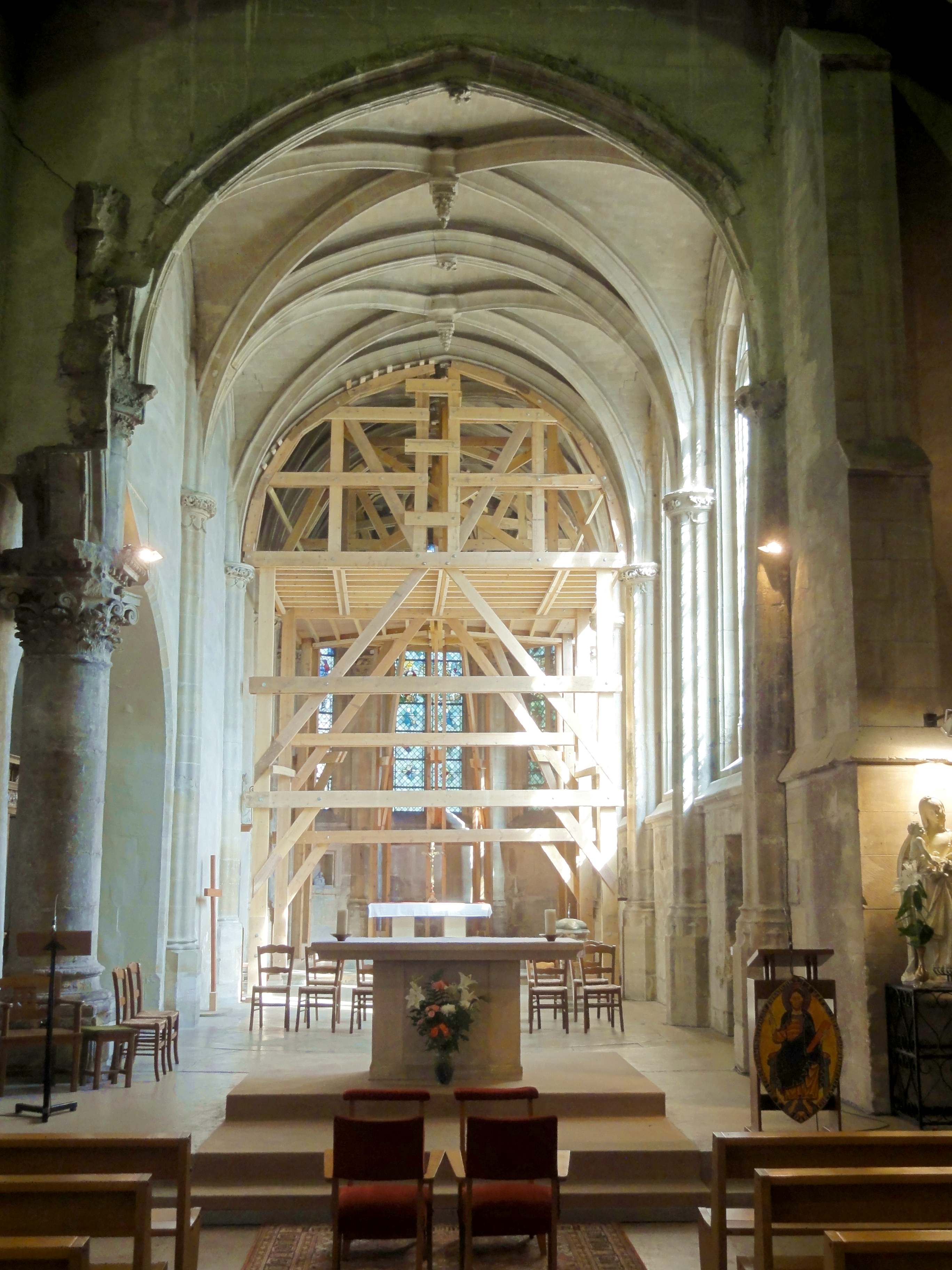
Chœur, vue depuis la nef.

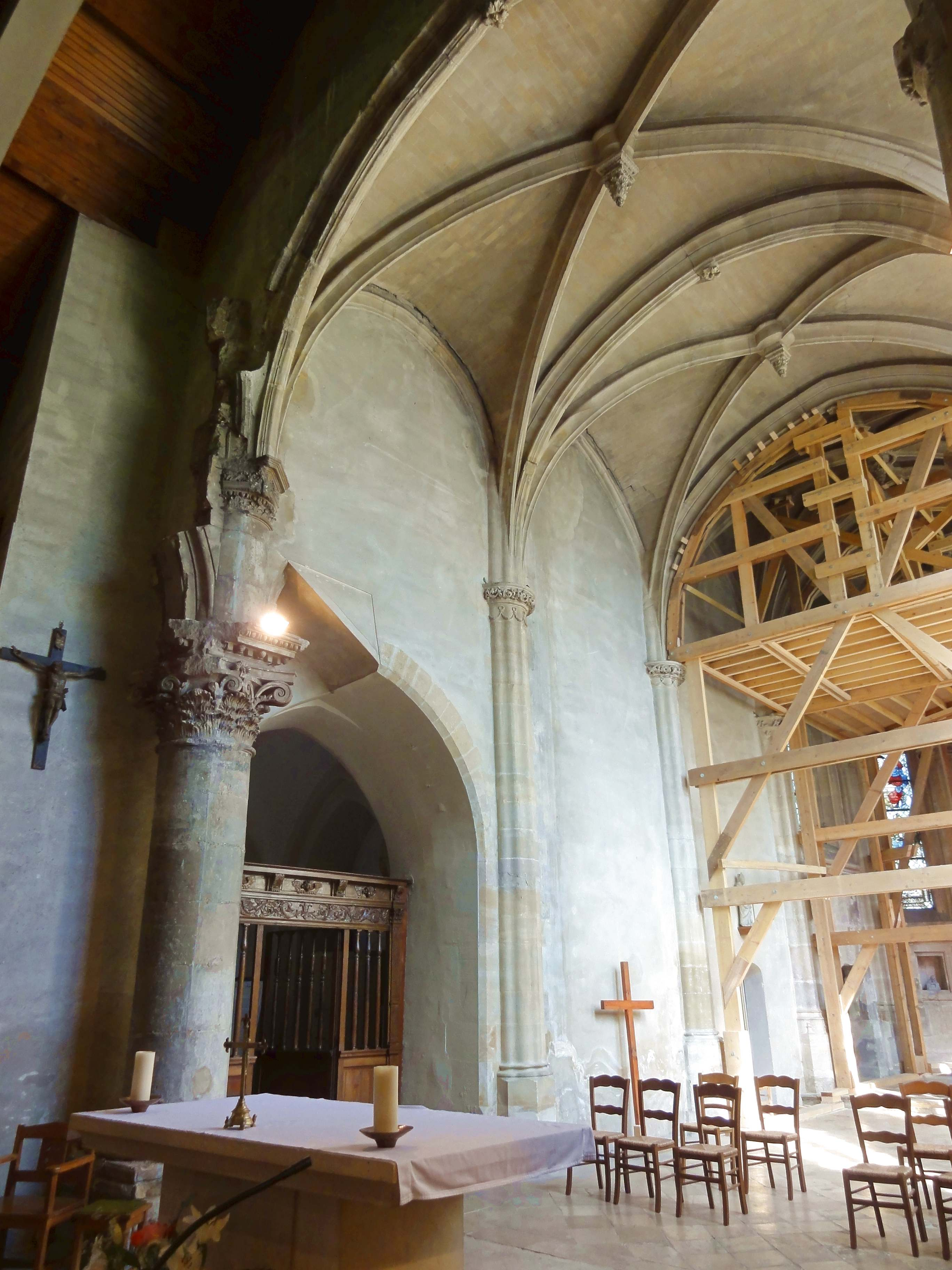
Vue vers le nord-est.

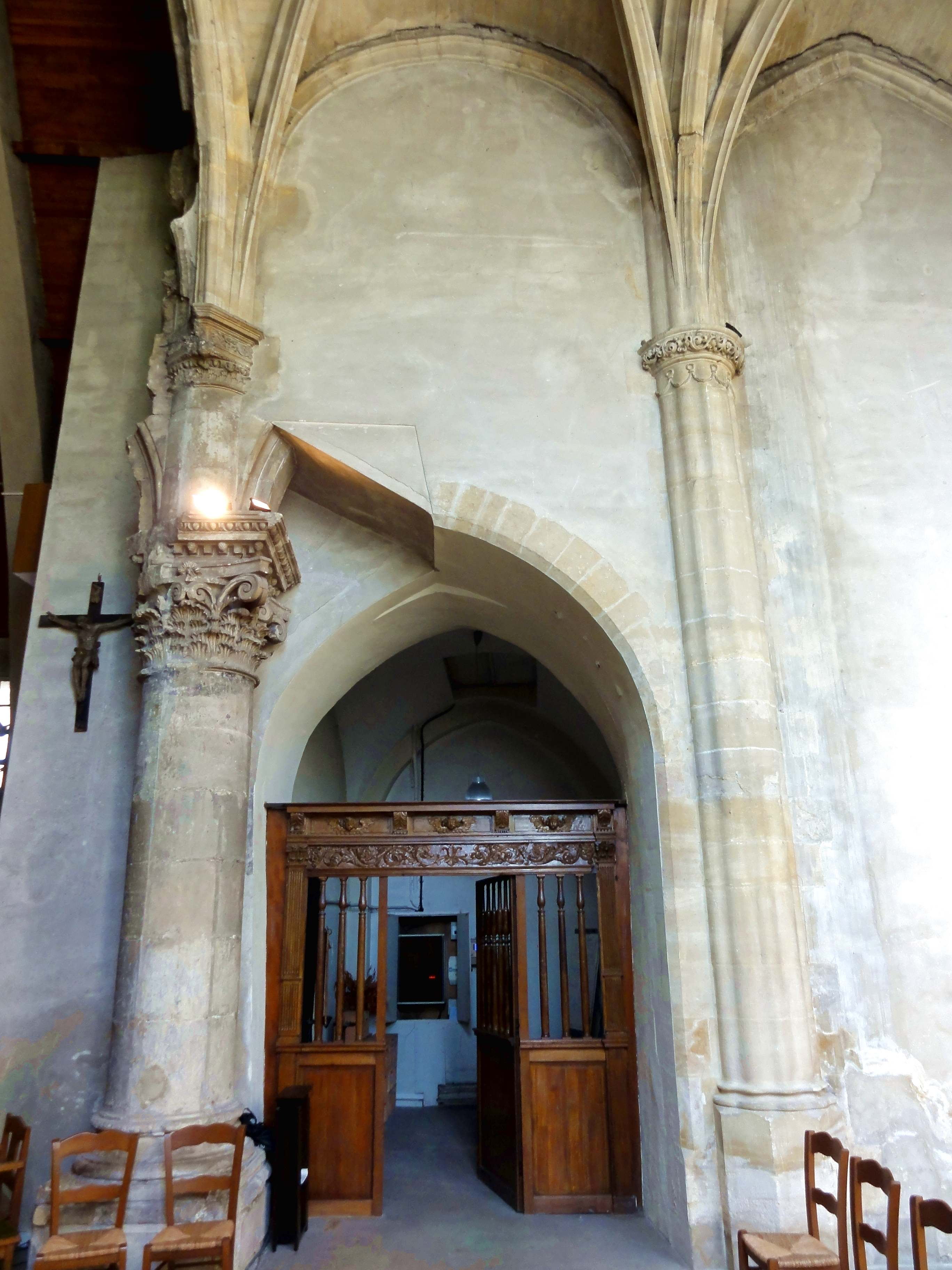
Chœur, 1re travée, élévation nord.

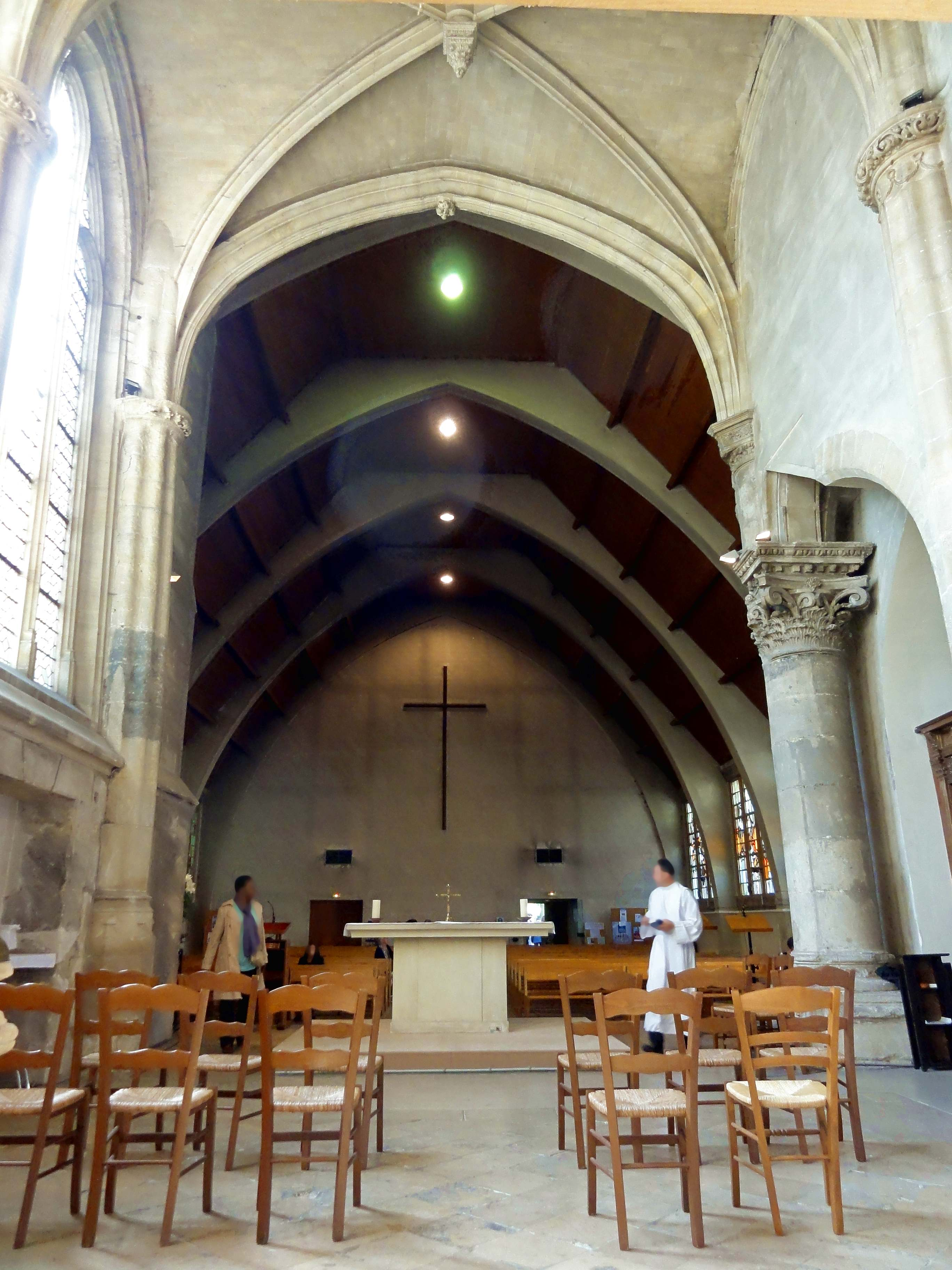
Vue vers l'ouest.

Mathieu Lours souligne l'architecture très raffiné du chœur, malgré ses petites dimensions. Il s'inscrit pleinement dans la tradition gothique, et seules certaines finitions reflètent le style de la Renaissance, comme dans l'église du Mesnil-Amelot, les bas-côtés sud de Louvres et Villiers-le-Bel, le chœur de Presles, etc. La hauteur, pour moitié supérieure à la largeur, assure un certain élancement, qui est toute relative, comme souvent à la période flamboyante : en effet, la hauteur des piliers ne dépasse pas la largeur du vaisseau, soit six mètres. Les nombreuses fenêtres procurent un éclairage suffisant. Comme à Écouen, il n'y a qu'un unique niveau d'élévation au sud et dans l'abside, tandis que les trois premières travées présentent, initialement, un étage de grandes arcades et un étage de murs aveugles. Maintenant, ce n'est plus le cas que dans la première travée. Les grandes arcades n'ont jamais été réalisées comme prévu : au début du chœur, l'on voit toujours l'amorce d'une arcade moulurée en tiers-point, qui devait accuser un tracé aigu. Le sommet de ces arcades aurait coïncidé avec le niveau des chapiteaux des voûtes. En définitif, les piédroits des arcades n'ont que trois mètres de hauteur, soit la moitié des piliers, et elles ne sont pas moulurées. Il y avait seulement des impostes moulurés, qui retombaient, aux deux angles, sur un petit cul-de-lampe. Ces arcades rudimentaires étaient aussi épaisses, qu'elles donnaient l'impression d'avoir été percées dans un mur préexistant, ou bien de remonter à un édifice de la première période gothique.
Sinon, le chœur est parfaitement homogène, avec une seule exception : il s'agit de l'arc triomphal, qui avait été partiellement englobé dans le mur occidental élevé en 1832, ce qui explique les arrachements visibles à l'ouest. Du côté nord, l'arc triomphal est reçu sur un haut tailloir carré à angle coupé, qui est positionné obliquement. Le tailloir est profilé à la façon d'un entablement, et arbore une frise de rinceaux ; en bas de l'architrave court un cordon de perles. Sous l'angle débordant par rapport au chapiteau, se détache une tête de chérubin. Le chapiteau est de plan semi-circulaire, et sculpté d'un rang d'oves et d'un rang de feuilles d'acanthe. On trouve de telles chapiteaux dans le bas-côté de Jouy-le-Comte, autour de la base du clocher de Goussainville, à l'entrée des chapelles latérales de Maffliers, etc. Un renflement dans le mur relie son astragale au tailloir du chapiteau des grandes arcades. Ce tailloir, totalement différent du précédent, adopte un profil complexe, et se compose, du haut vers le bas, d'un filet, d'une baguette, d'un cavet accueillant un rang d'oves et de dards, d'une plate-bande ; et, sous l'encorbellement, un rang de denticules, dont une sur deux est agrémentée d'une pomme de pin. Cette composition originale contraste avec le chapiteau corinthien d'une facture très conventionnelle. Ce dernier repose sur un pilier cylindrique appareillé en tambour, avec base attique.
Le reste des piliers ne comporte que des chapiteaux du second ordre. Ce sont des piliers engagés, dont le plan correspond à la moitié d'un pilier ondulé à huit renflements faiblement prononcés, sans arêtes saillantes. De tels piliers sont assez répandus dans le département voisin de l'Oise ; on peut citer Armancourt, Saint-Étienne de Beauvais, Clermont, Chevrières, Jaux, Raray, Rivecourt, Roberval, Venette, et Verneuil-en-Halatte. Dans les environs, ils sont employés  dans le bas-côté nord de Louvres, dans l'abside de Presles, et dans le collatéral sud de Viarmes. À Louvres, ils portent des chapiteaux corinthiens. À Presles, ils portent des chapiteaux sous la forme de frises sculptées de motifs flamboyants, ce qui crée une forte ressemblance avec Ézanville. Elles sont notamment sculptées de feuilles de chou frisées, de tiges avec des feuilles, et de pampres. La sculpture est d'un bon niveau, et les feuilles se détachent nettement de la corbeille. Les frises en guise de chapiteaux ne sont pas rares à la période flamboyante, bien que l'un des principaux caractéristiques de l'architecture flamboyante soient les nervures pénétrantes, sans interposition de tailloirs ni chapiteaux. L'on en trouve aussi dans la nef de Bessancourt, dans le collatéral sud de Cormeilles-en-Parisis, etc. Une particularité à Ézanville sont les cordelettes tendues sous les chapiteaux, et sculptés en bas-relief dans le même bloc. Restent à évoquer les bases, qui adoptent le plan des piliers. Au nord, elles sont assez sommaires, et se limitent à un petit et un grand boudin séparés par une scotie. Elles reposent sur des socles polygonaux. Dans l'abside et au sud, les deux boudins sont davantage espacés, et chaque ondulation dispose de son propre socle polygonal. Ces socles reposent à leur tour sur un grand socle, analogue à ceux qui existent au nord.
Les voûtes du chœur se présentent comme suit. Les arcs-doubleaux, plus larges que les ogives, adoptent un profil prismatique complexe, dont l'intrados poursuit l'ondulation frontale des piliers. Elle est flanquée de fines moulures concaves, qui dissimulent des arêtes saillantes visibles latéralement. Les clés d'arc sont garnies d'une rosace dans le goût des entablements doriques. Les ogives sont des étroites arêtes saillantes, qui affichent de face un listel entre deux fines moulures concaves, et latéralement, des méplats et deux baguettes près des voûtains. Comme à l'accoutumée à la période flamboyante, les formerets correspondent à la moitié des ogives. En règle générale, les formerets sont en tiers-point, mais au nord de la première travée, le formeret est en plein cintre. Les clés de voûte sont pendantes. Elles comportent en haut une section de plan carré avec un quart-de-rond sculpté de rais de cœur, un rang de perles, un rang de rinceaux, puis un ressaut et un cavet sculpté d'un rang d'oves et de dards. Un cul-de-lampe sculptée de feuilles d'acanthe et cantonnée de quatre volutes corinthiennes est suspendu en dessous. Sous les voûtes à liernes et tiercerons, des clés secondaires existaient jadis aux points de rencontre des nervures, mais elles sont aujourd'hui réduites à de simples tablettes. Malgré ce défaut, la voûte de l'abside compte parmi les plus remarquables du département grâce à son dessin assez unique, évoquant les pétales d'une fleur. Concernant la petite chapelle au nord de l'abside, accessible par une porte en anse de panier, elle possède deux voûtes assez semblables à celles du vaisseau central. Les ogives affichent de face une baguette, et latéralement de larges cavets et deux baguettes près des voûtains. Le doubleau est identique, et il y a même des formerets. La clé de voûte de la première travée est pendante, et arbore un rang d'oves et de dards, et un cul-de-lampe sculpté de feuilles d'acanthe. La clé de la deuxième travée est un disque non sculpté. Dans les angles, les nervures se fondent dans des piliers ondulés à trois renflements ; au milieu des murs latéraux, elles sont reçues sur des culs-de-lampe anciennement armoriées.
Toutes les fenêtres sont en tiers-point, sauf celle de la petite chapelle, qui est rectangulaire (100 cm de largeur et 75 cm de hauteur). Les fenêtres du chœur sont de trois types : à trois formes en plein cintre au sud des trois travées droites ; à deux formes en plein cintre surmontées d'un oculus entre deux écoinçons ajourés, au sud, au sud-est, dans l'axe et au nord de l'abside ; et à une seule lancette à tête trilobée, au nord-est de l'abside. Parmi les fenêtres à trois formes, l'on peut distinguer deux variantes : sur les trois premières fenêtres, la lancette médiane va jusqu'au sommet de la baie, et les deux autres, jusqu'aux impostes ; sur la troisième fenêtre, les trois lancettes vont jusqu'aux impostes, et sont surmontées d'un oculus flanqué de deux demi-accolades. Les meneaux affichent un profil aigu ; les pourtours sont moulurés d'une étroite moulure concave et d'une gorge. On peut considérer que les fenêtres à formes en plein cintre ont été commencés dans l'esprit flamboyant, mais terminées dans le goût de la Renaissance. Au nord et au sud-est de l'abside, le soubassement est plus élevé qu'ailleurs, et comporte respectivement une niche, probablement une ancienne armoire murale, et une piscine liturgique Renaissance, terminée en coquille Saint-Jacques. Les allèges se terminent par un glacis en doucine formant larmier, et amorti en boudin. La sacristie a une fenêtre en plein cintre bouchée à l'est, et une baie en tiers-point sans remplage au nord.

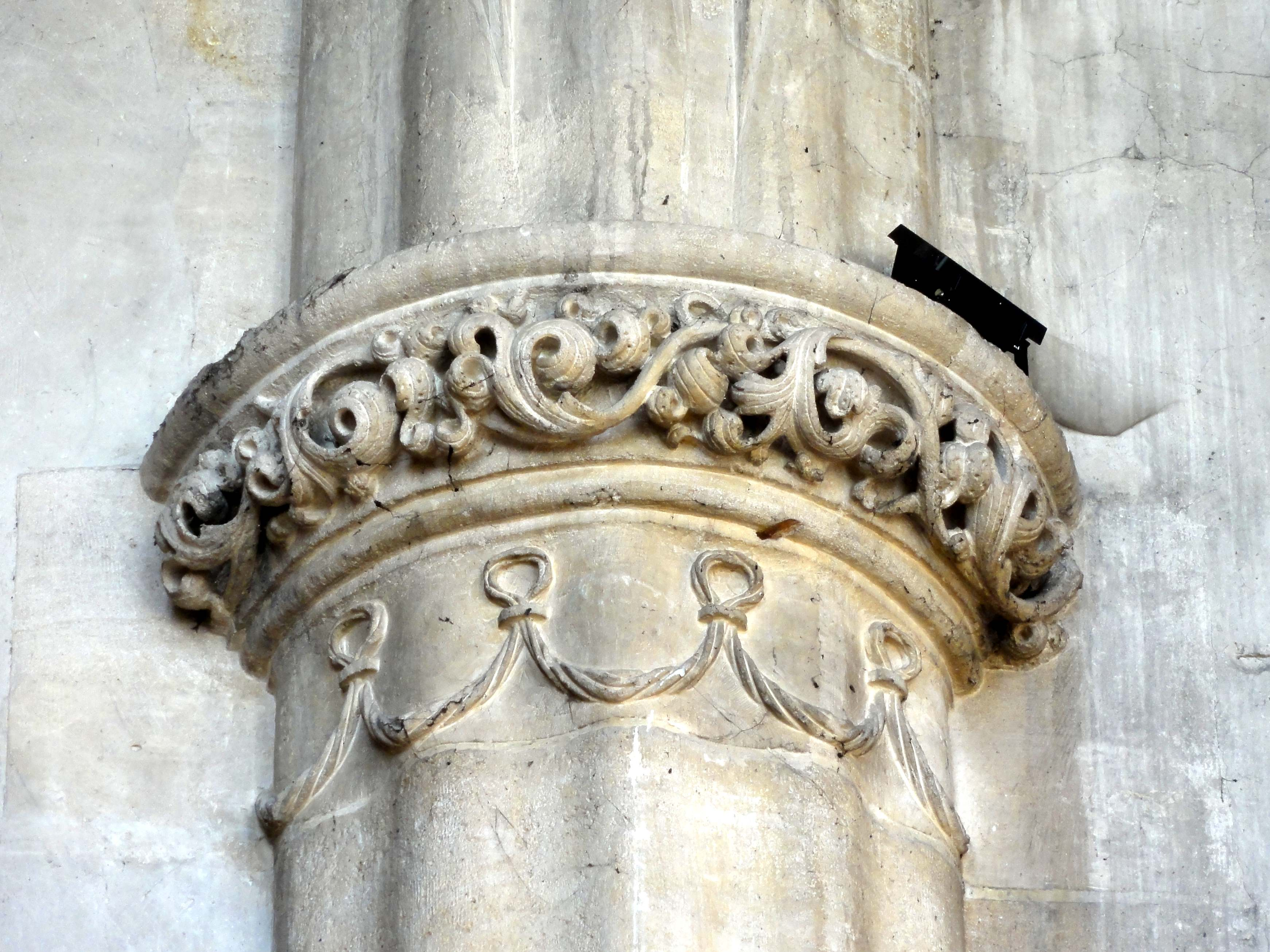
Chapiteau des piliers ondulés (1er doubleau, côté nord).
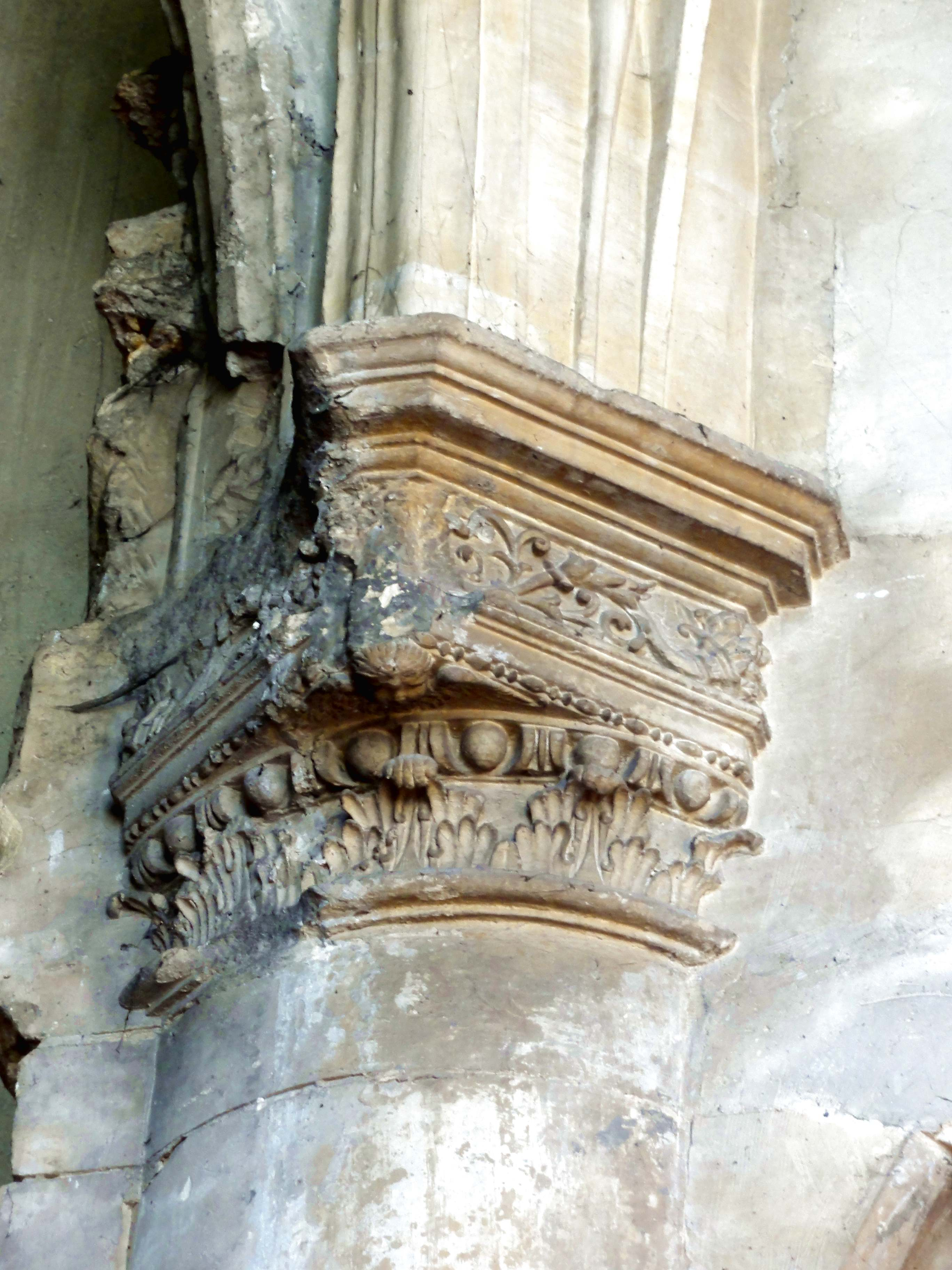
Chapiteau de l'arc triomphal, côté nord.
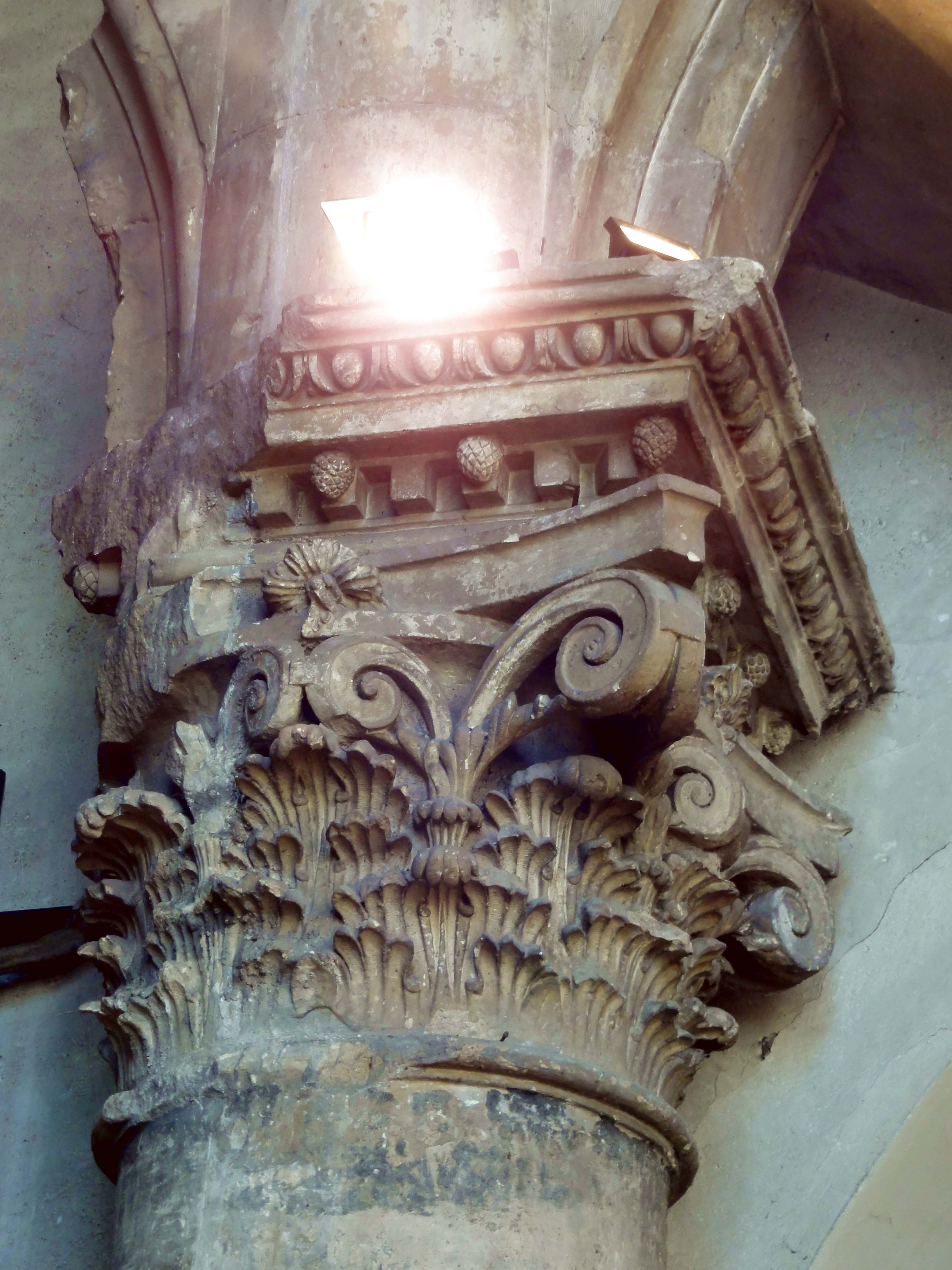
Chapiteau corinthien au début des grandes arcades du nord.
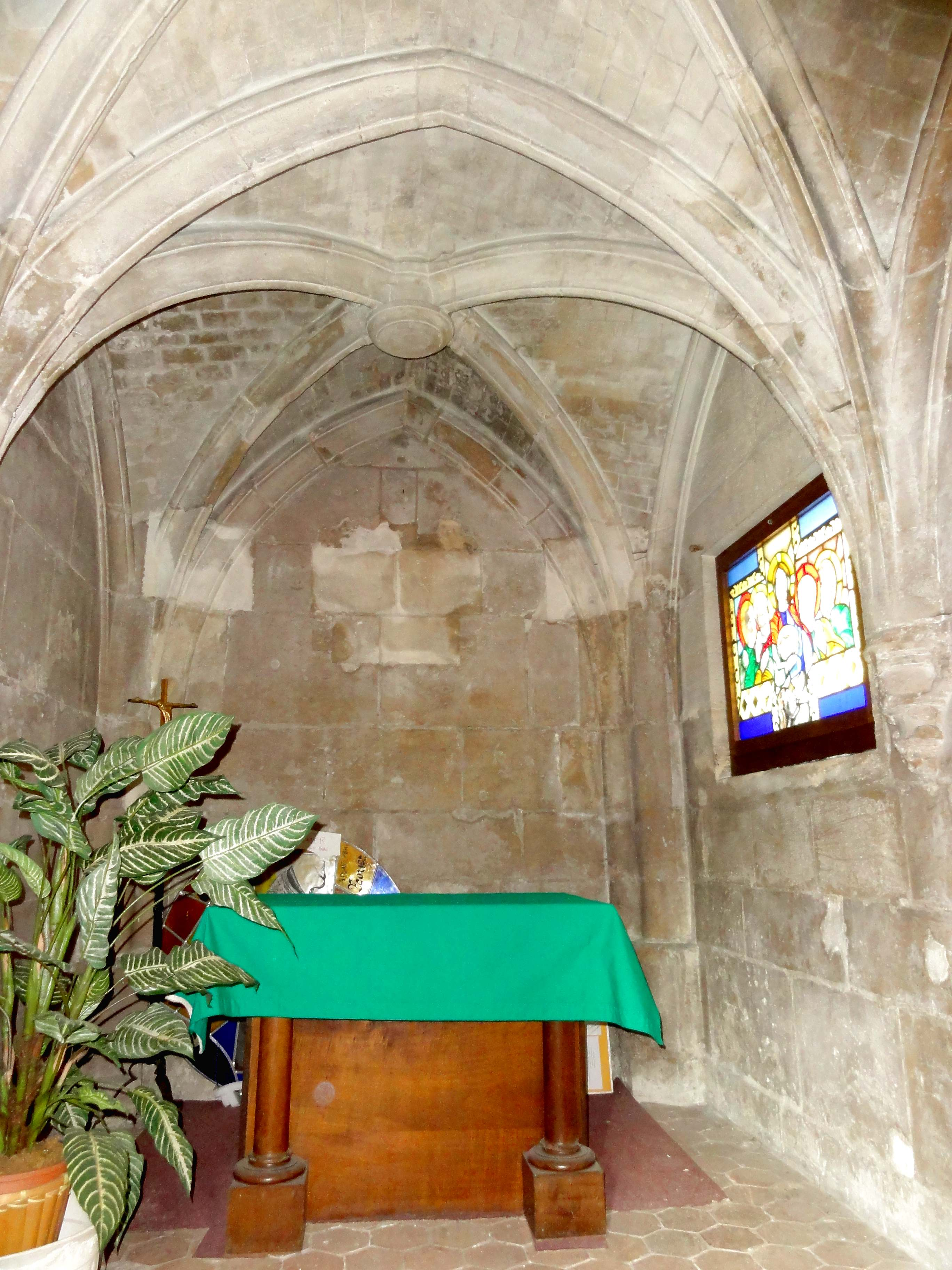
Petite chapelle au nord de la 4e travée, vue vers le nord.
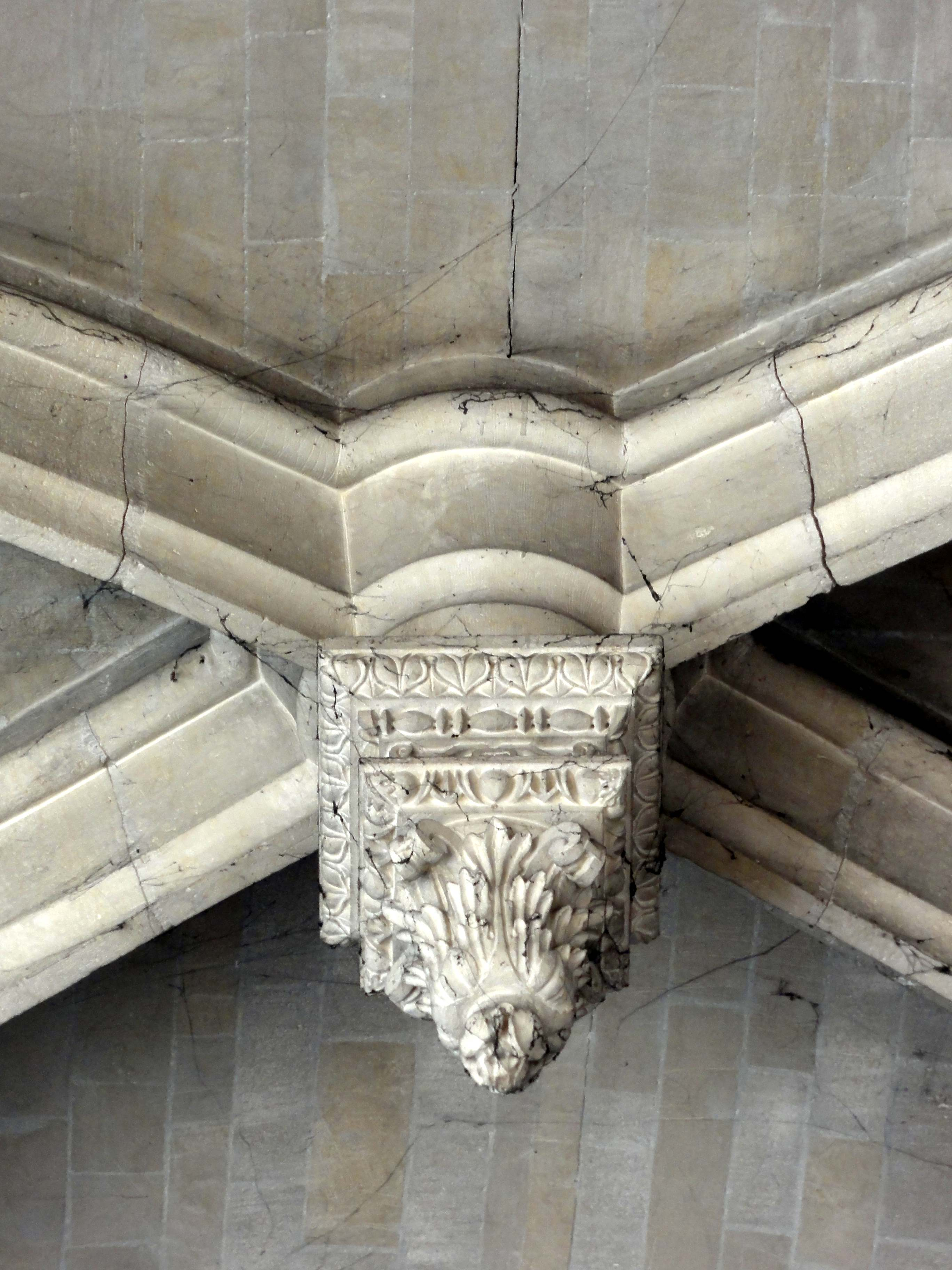
Clé de voûte de la 2e travée.
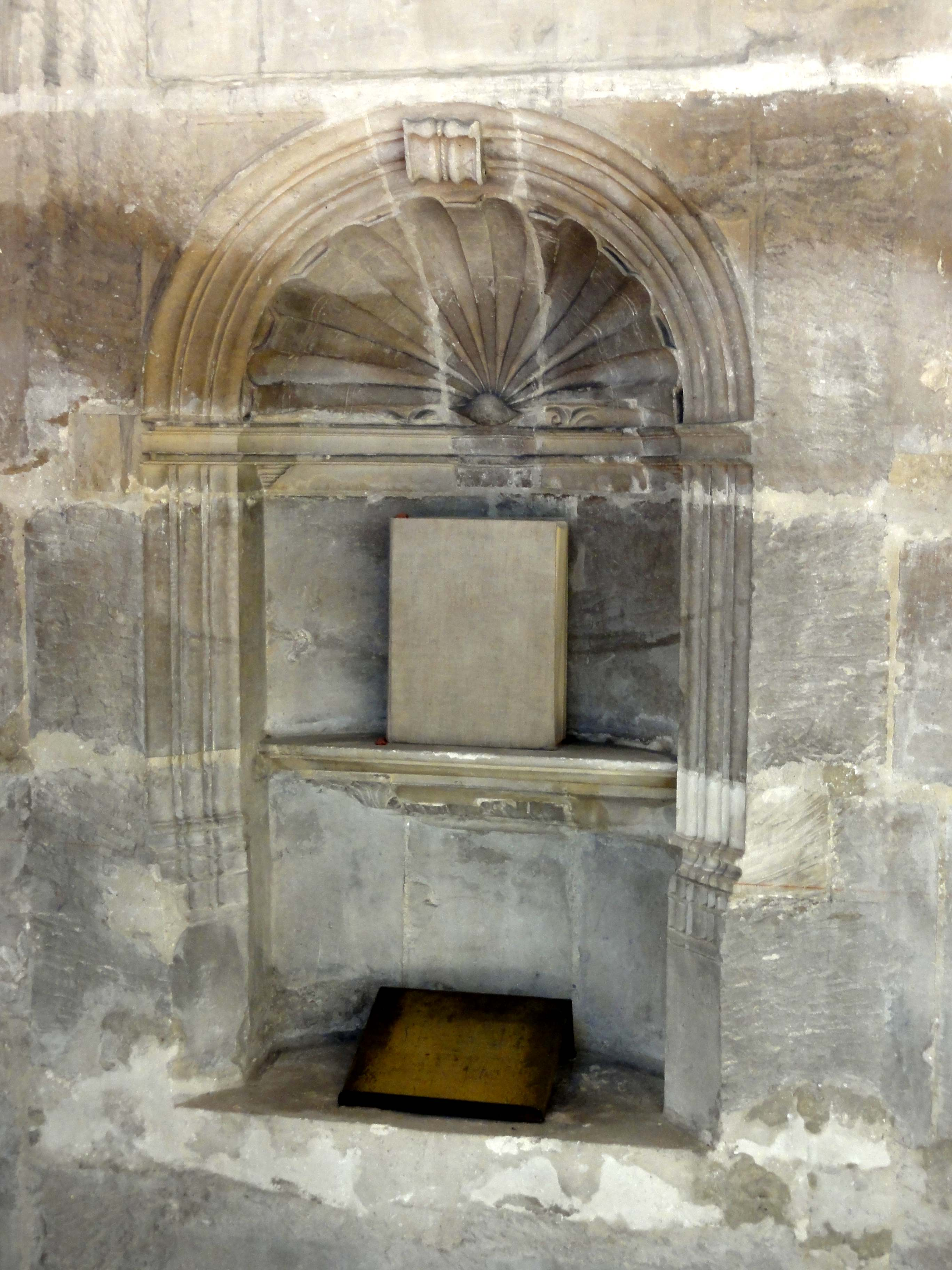
Piscine liturgique Renaissance au sud de l'abside.

### Extérieur

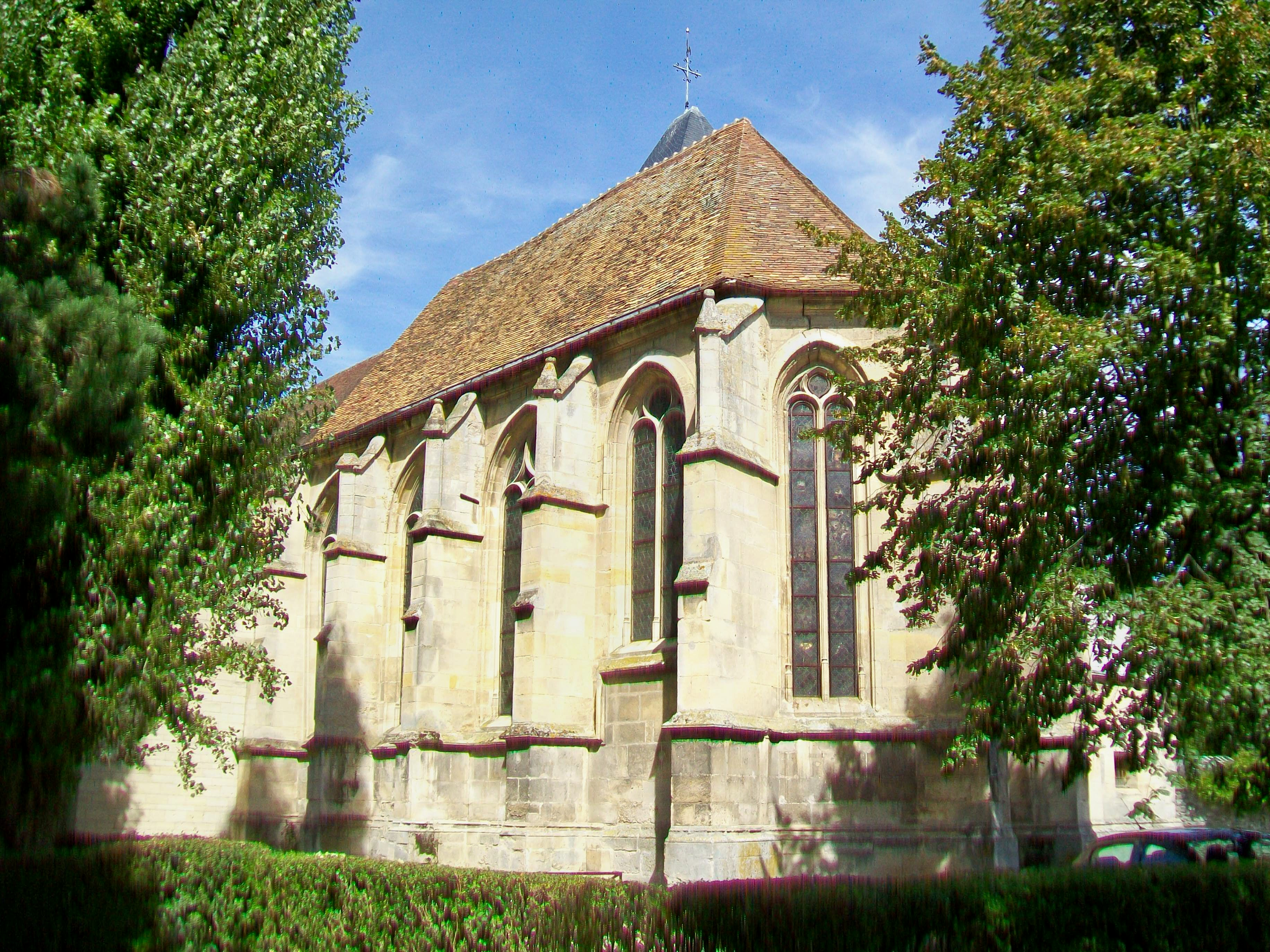
Vue depuis le sud-est.

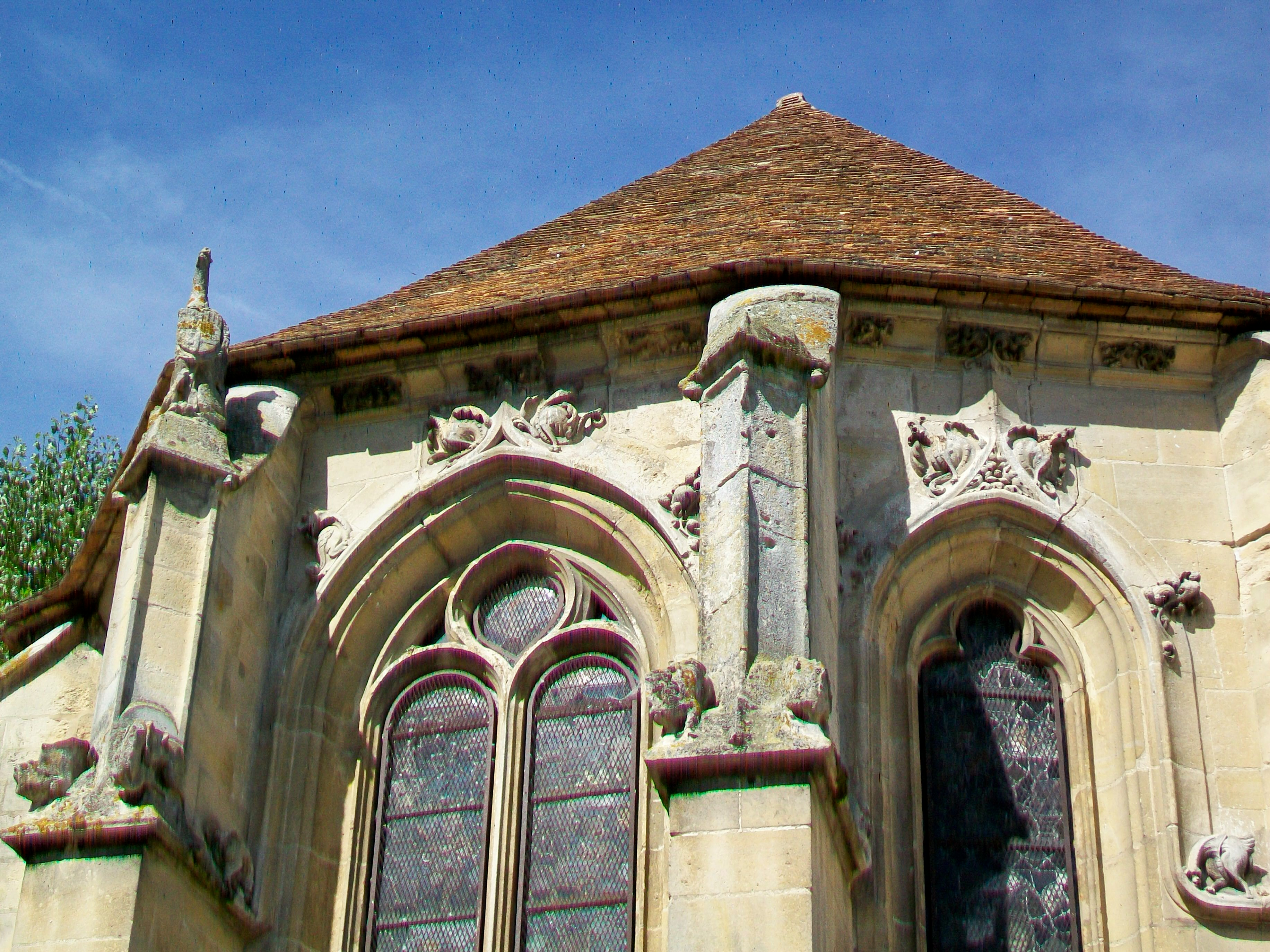
Décor sculpté de l'abside.

L'élévation méridionale du chœur et le chevet sont tout aussi élégants que l'élévation septentrionale est disgracieuse. Comme c'est la règle à la période flamboyante, une plinthe moulurée masque une faible retraite après les premières assises. Les murs sont appareillés en pierre de taille, et structurés par des contreforts assez minces, mais fortement saillants. Ils sont scandés par un larmier qui court tout autour du chœur à la limite des allèges ; par un larmier simple ; puis par un troisième larmier également présent sur les trois faces du contrefort, à l'instar du premier. Au-delà, les contreforts se présentent par deux pans obliques, et sont couronnés d'un pyramidon sommé d'une boule, placé obliquement. Le glacis sommital des contreforts, derrière les pyramidons, est galbé en forme de S, et recouvert d'un chaperon arrondi. Entre les contreforts, les murs se terminent par une corniche moulurée. Les fenêtres sont surmontées d'un large bandeau, dont l'extrados est galbé, et l'intrados, pourvu de plusieurs moulures concaves. Ce bandeau retombe verticalement le long des piédroits, puis se raccorde au dernier larmier des contreforts.
Un décor sculpté est présent sur le pan d'axe, le pan nord-est et le pan nord de l'abside uniquement, les seuls visibles depuis la rue. Le deuxième larmier des contreforts est sculpté de feuillages. Des chimères peuplent le larmier supérieur et le bandeau des fenêtres, sur la face frontale des contreforts ; dans les angles rentrants entre ces derniers et le mur de l'abside ; et en bas des flancs de l'arc des fenêtres. Le bandeau est surmonté d'une petite accolade, qui est flanquée de grandes feuilles de vigne. Sur le pan nord-est, des grains de raisin occupent l'intervalle entre les deux flancs de l'accolade. Sur les deux contreforts du pan d'axe, Mathieu Lours a identifié les traces de deux personnages tirant un animal (motif qui apparaît aussi sur un chapiteau du chœur de Presles), et au sommet du contrefort de gauche, « un étrange animal fantastique portant des armoiries non déchiffrables ». L'élévation septentrionale ne suscite que peu de remarques. La petite chapelle est bâti en pierre de taille ; la sacristie et le clocher sont en moellons et enduits, sauf le contrefort rustique de la chapelle. La première travée de la chapelle et la base du clocher sont aveugles. Le clocher possède trois étages. Une retraite par un larmier existe entre le premier et le deuxième étage. Le premier étage est percé d'une petite ouverture rectangulaire, et le second étage, de deux petites ouvertures rectangulaires, au nord seulement. L'étage de beffroi est ajouré de deux baies abat-son en arc brisé par face, et doté d'une corniche moulurée. Deux contreforts orthogonaux, un peu irréguliers, épaulent chacun des angles. Un contrefort supplémentaire s'arrêtant après le rez-de-chaussée existe au nord.

## Mobilier
Parmi le mobilier de l'église, deux statuettes en pierre sont classées monument historique au titre objet depuis février 1927. Elles datent du XVIe siècle, et mesurent environ 60 cm de hauteur. L'une représente sainte Catherine d'Alexandrie, identifiable grâce à son principal attribut, la roue avec laquelle elle fut martyrisée, et l'autre, un saint évêque sans attribut, peut-être saint Nicolas. Il y a des restes de la polychromie d'origine. L'état de conservation est médiocre ; sainte Catherine n'a plus de bras, et la roue, en bois, est incomplète. Parmi le reste de mobilier, l'on peut notamment signaler la dernière travée de la clôture de chapelle, dans l'arcade ouvrant sur la base du clocher. Elle se compose de quatre registres. Les trois premiers sont cantonnés de deux pilastres corinthiens cannelés, qui supportent un entablement. Les deux premiers registres représentent les cinq sixièmes de la hauteur, et comportent au milieu une porte. Le premier registre se résume à de simples panneaux à fenestrages ; le second est ajouré grâce à de fins balustres en bois tourné. Le troisième registre est une frise de rinceaux. L'entablement est subdivisé en trois compartiments par des consoles garnis de feuilles d'acanthe, avec gouttes. Au milieu de chaque compartiment, se profile une tête de chérubin sculptée en demi-relief. Grâce aux consoles, la corniche forme encorbellement. En plus du mobilier proprement dit, les fragments de vitraux de la Renaissance retiennent l'attention. Ils comportent une inscription se rapportant à l'histoire d'Élie ; les restes d'un arbre de Jessé, d'une Adoration des Mages et d'une histoire de saint Nicolas ; une Crucifixion ; et quelques figures de saints isolés. Dans la nef, « les vitraux contemporains, réalisés à l'abbaye de Saint-Benoît-sur-Loire, forment de chaque côté une grande fresque abstraite dans des tons rouge-orangé » (Mathieu Lours).

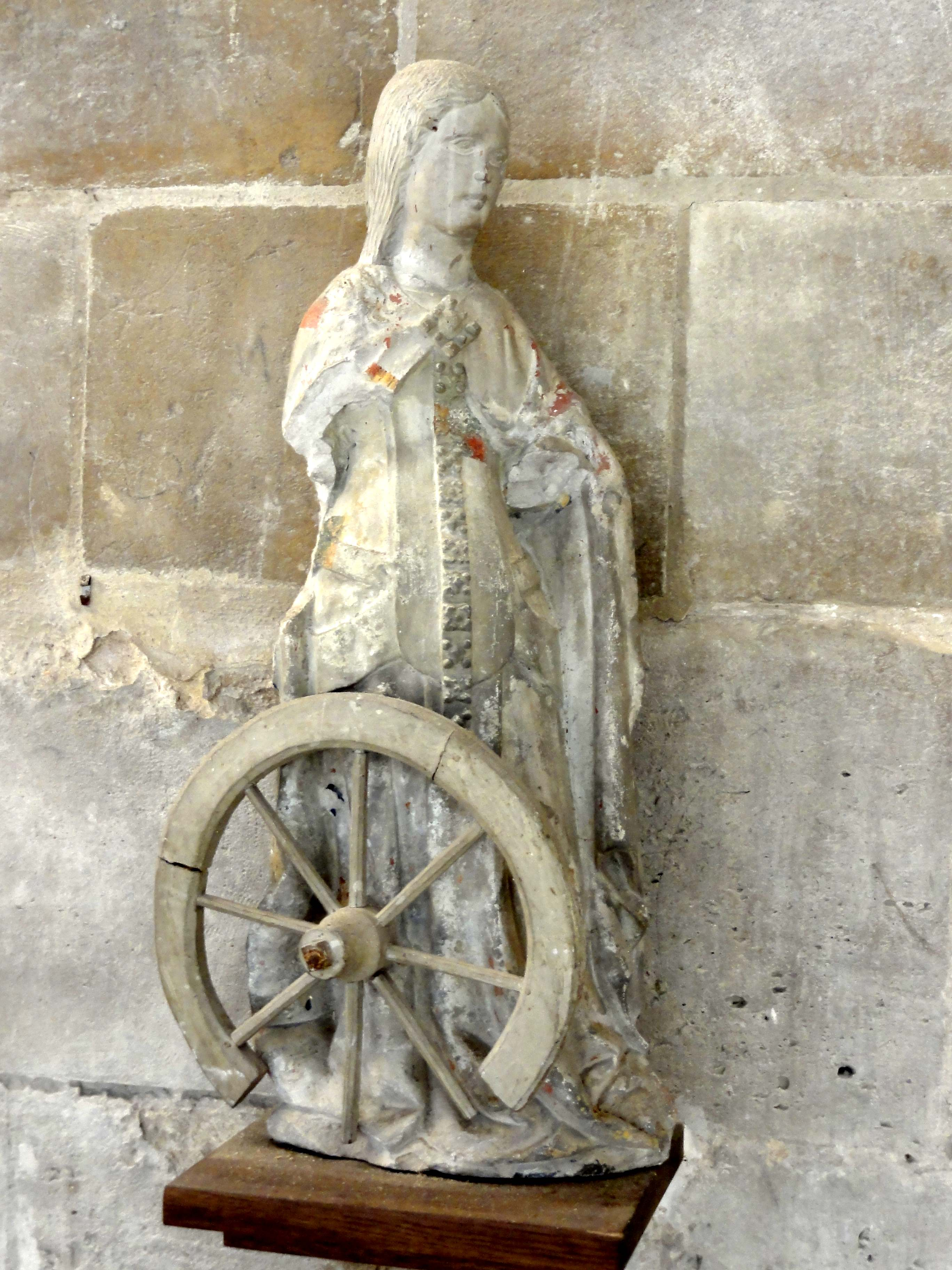
Sainte Catherine.
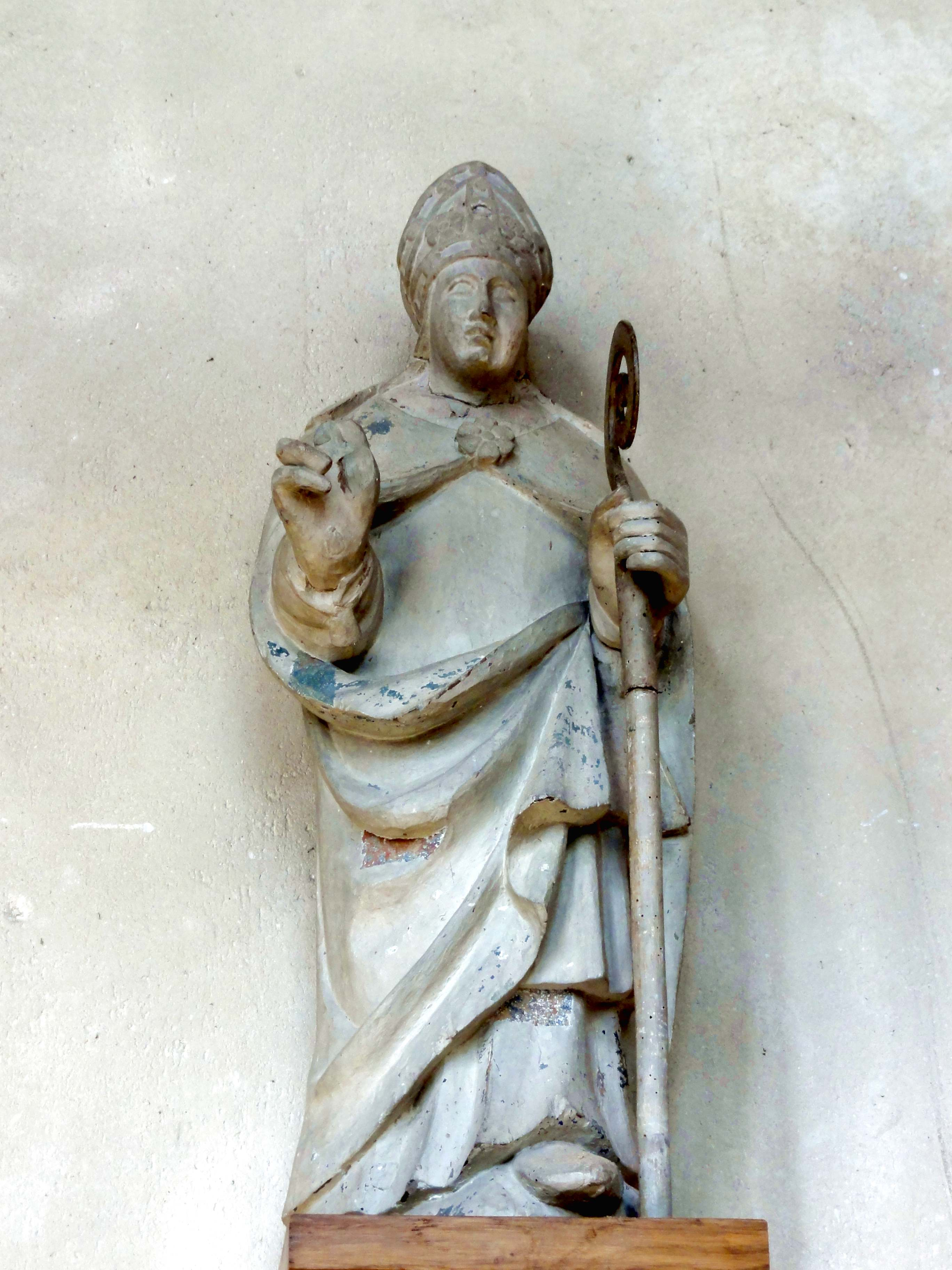
Saint évêque.
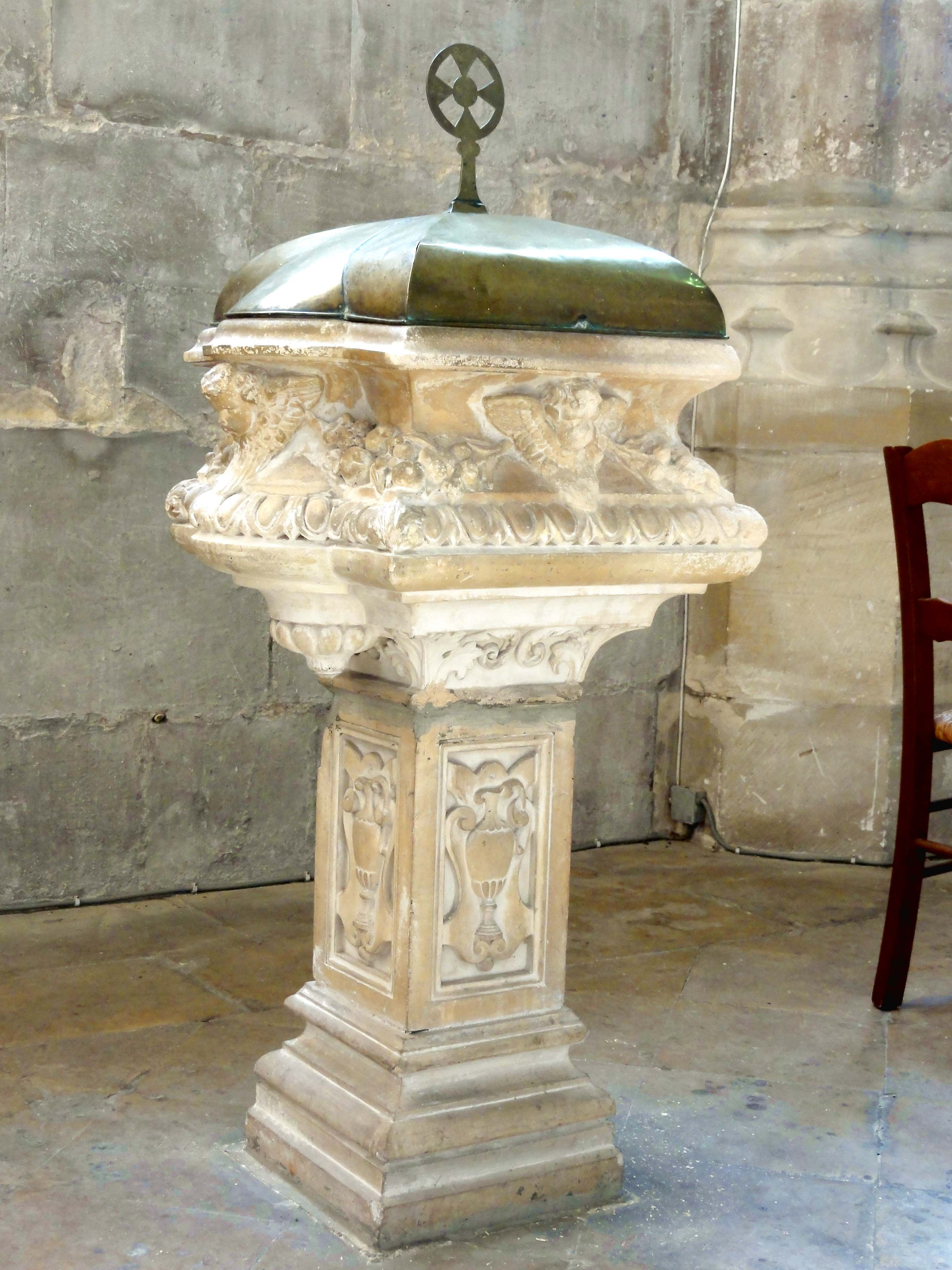
Fonts baptismaux au chœur.
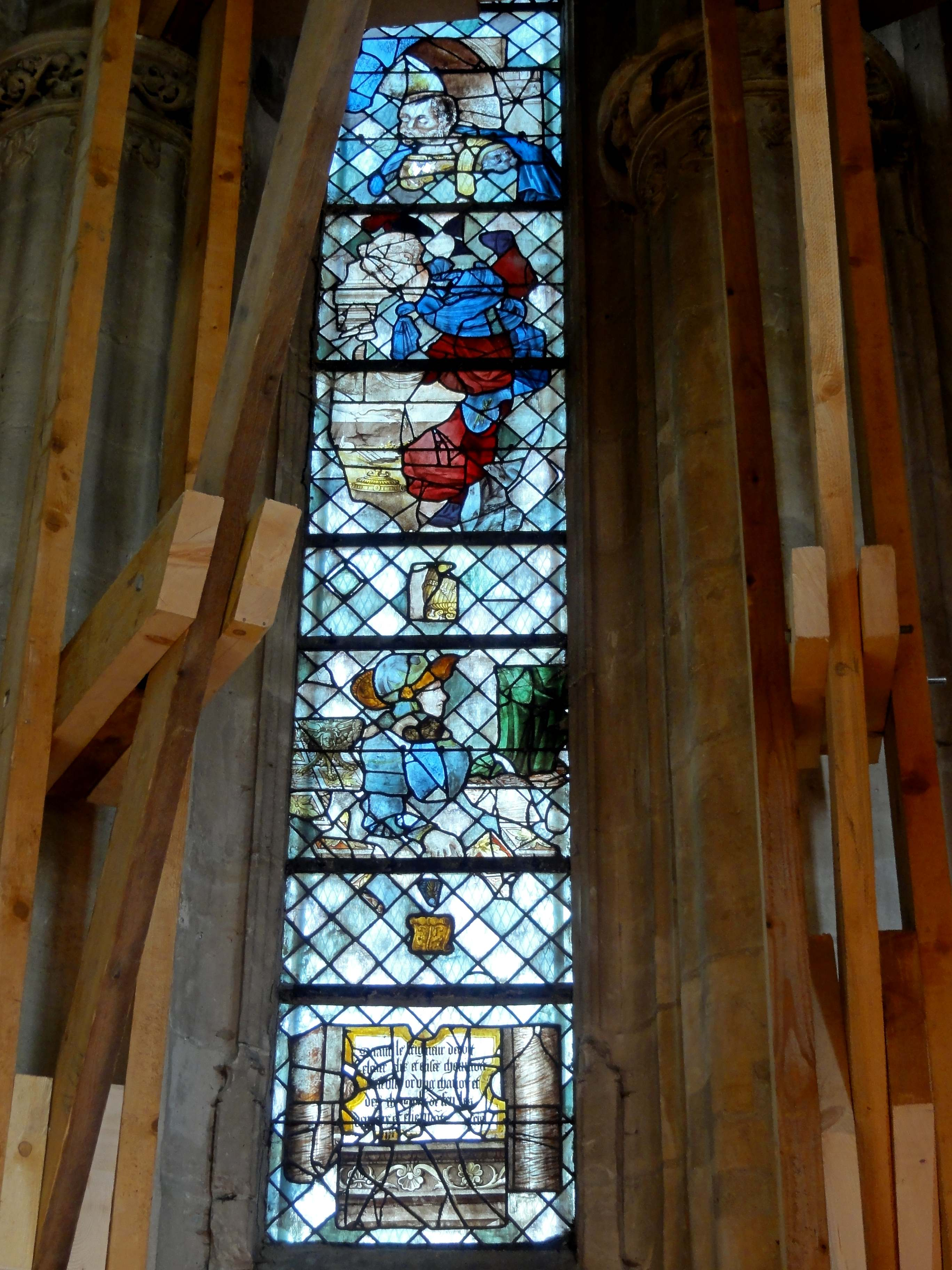
Verrière à gauche de l'abside.
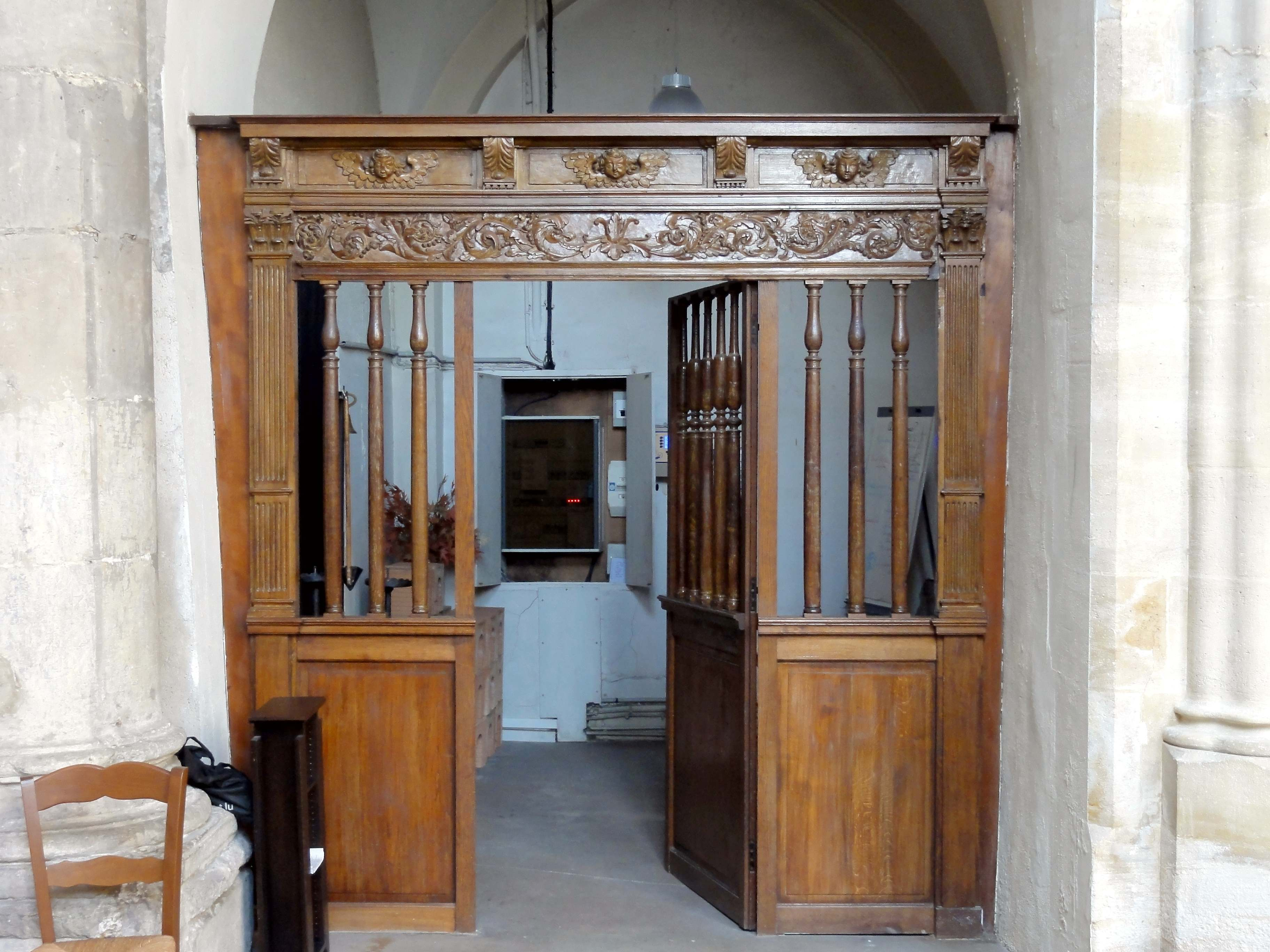
Clôture de sacristie.
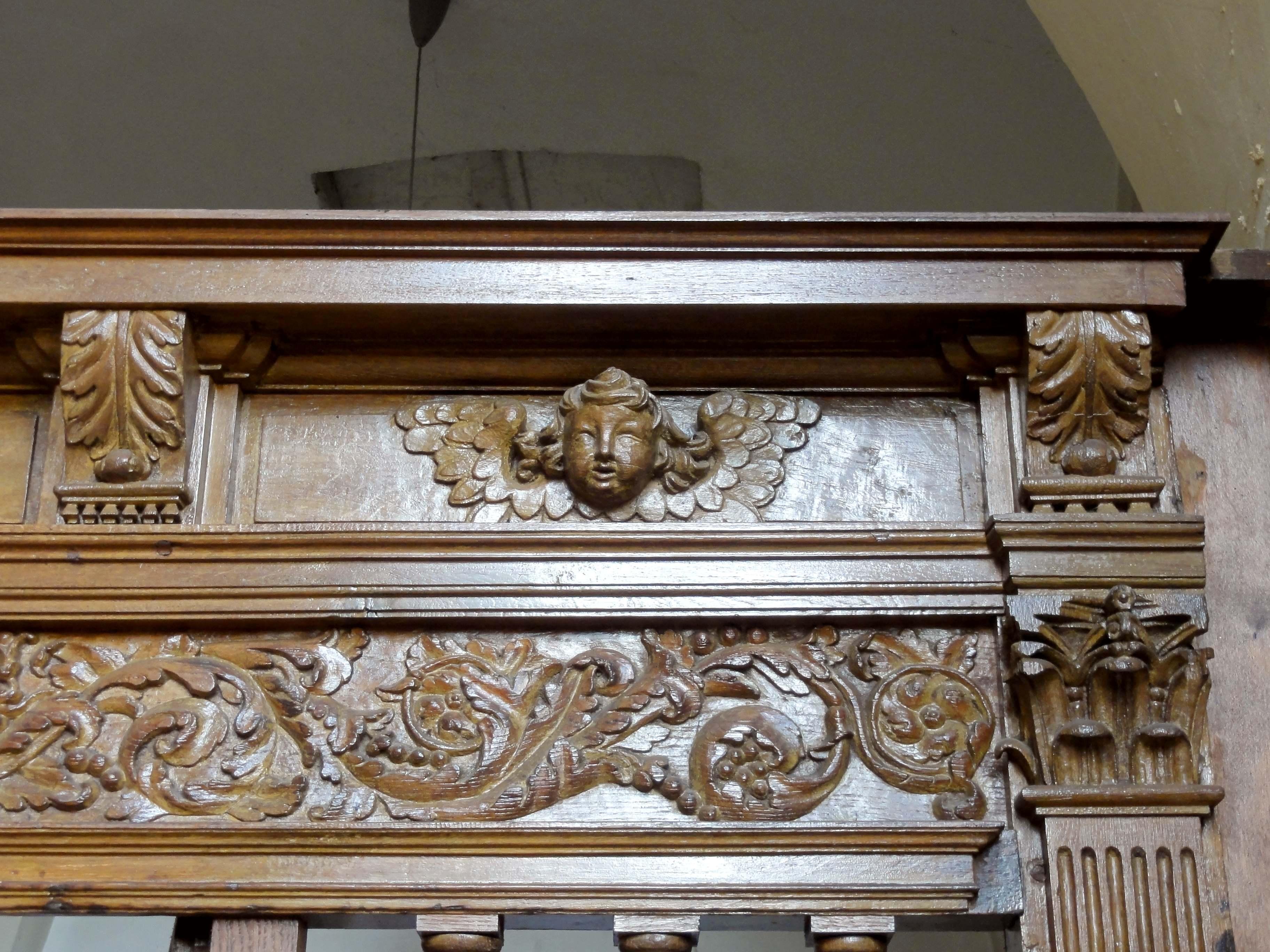
Clôture de sacristie, détail.